# M/S Anders Bure

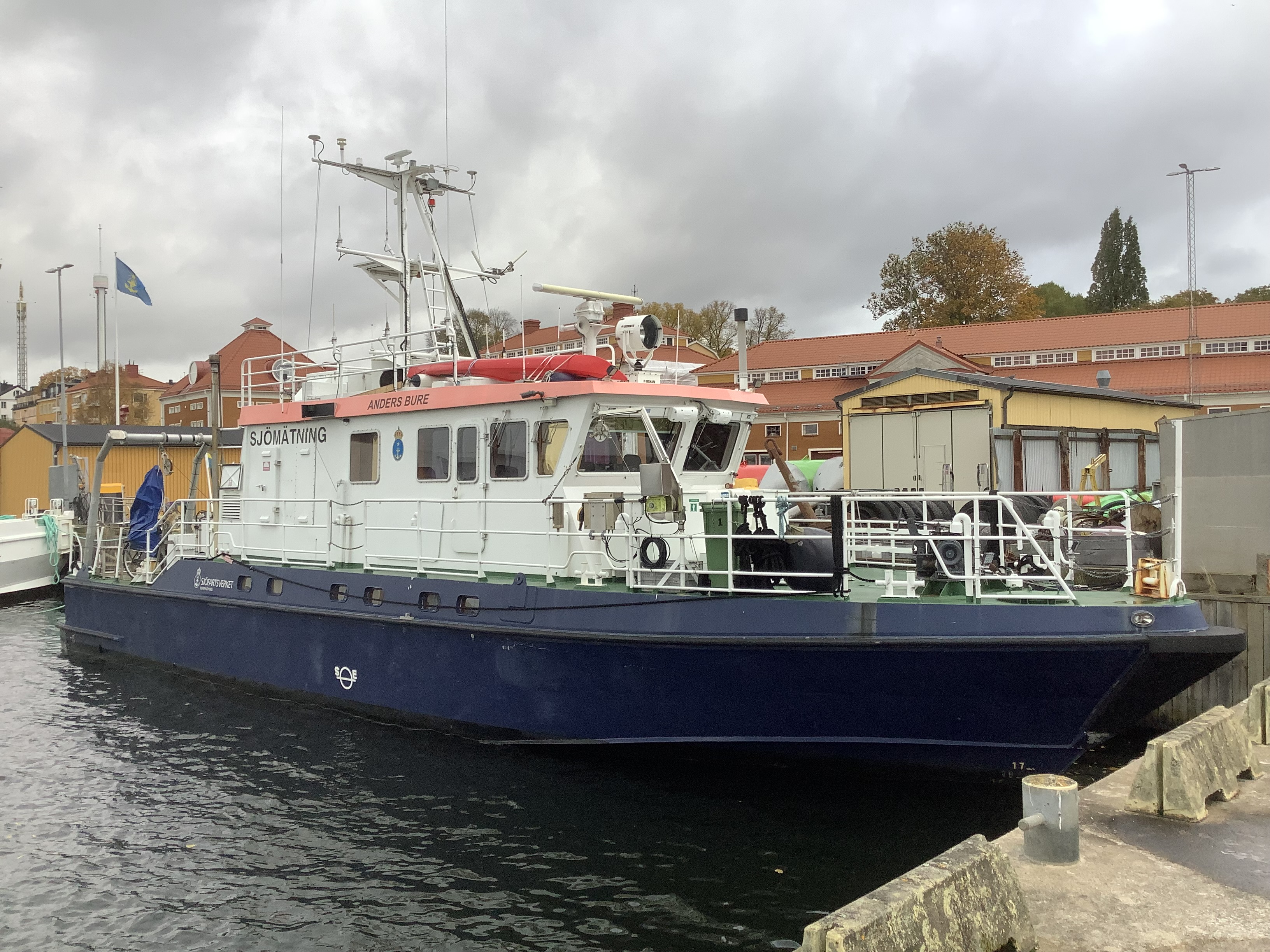
Sjömätningsfartyget Anders Bure.

M/S Anders Bure är ett svenskt sjömätningsfartyg, som ägs av Sjöfartsverket. Hon byggdes som HMS Viggen (B04) för den svenska marinens som hydrofonbojfartyg i Ejdern-klass 1993 av Djupviks varv på Tjörn. Uppgiften att med hjälp av sonarbojar spana efter och lokalisera främmande undervattensverksamhet. Det man skulle kunna spana efter var bland annat ubåtar, dykfarkoster och dykare. Bemanningen ombord bestod av tre till fyra officerare och sex värnpliktiga.
Fartyget övertogs 2009 av Sjöfartsverket och byggdes om 2011 till sjömätningsfartyg.